# Metrichia campana
Metrichia campana är en nattsländeart som först beskrevs av Oliver S. Flint Jr. 1968.  Metrichia campana ingår i släktet Metrichia och familjen smånattsländor. Inga underarter finns listade i Catalogue of Life.